# CBU-94 i CBU-102
Avionska  kasetna bomba CBU-94 „Blackout Bomb“ opremljena je sa 202 BLU-114/B podmunicijom - specijalno dizajniranom za napad na elektroenergetsku infrastrukturu - a nazivaju se i „grafitnim bombama“ (Soft-bomb) ili meka bomba. Ovaj naziv dobila je zbog male verovatnoće da prouzrokuje usputne štete. Treba pomenuti da je CBU-94 i CBU-102 praktično identična bomba, jedina razlika je u prisustvu sistema za korekciju leta za ispravljanje municije sa ispravljanjem vetra (VCMD) prilikom padanja kasetne bombice. Sve druge karakteristke su potpuno iste te je bespotrebno obrađivati obadve ove bombe u dva različita teksta.
Sistem CBU-94 i sistem CBU-102 nose istu podmuniciju BLU-114/B koja je cilindričnog oblika čije su dimenzije 200 x 70 mm, opremljena je kalemovima provodljivih filamenata izrađenih od kompozitnog materijala zasnovanog na ugljeniku, malim eksplozivnim nabojem i padobranom. Koriste ih kasetni uređaji SUU-65/B ili SUU-66/B
, i oni ih razbacuju iznad distributivnih postrojenja sistema napajanja. Nakon izbacivanja malih kasetnih BLU-114/B iz kontejnera, gde padaju do određene visine gde odrađuje upaljač sa malim eksplozivnim nabojem, taman tolikim samo da otvori košuljicu ili oplatu male kasetne bombice i onda iz nje ispadaju kalemovi od kojih se fragmenti takvih niti pri kontaktu sa elementima napajanja strujom uzrokuju višestruke kratke spojeve u mreži. Ako su takvi objekti ili uređaji visokog napona, kratki spojevi mogu dovesti do stvaranja električnog (kuršlusa) prekida napajanja, uzrokujući značajnu štetu na opremi i stvarajući požare, požari takođe mogu započeti i zbog pregrevanja opreme ili provodnika. Nakon upotrebe takvih bombi potrebno je posebno čišćenje teritorije, jer se u suprotnom vlakna mogu ponovo podići usled vetra i doneti u energetske objekte.

## Opis
Oznaka kasetne bombe-nosača submunicije je CBU-94/B ili CBU-102/B (Blackout bomb) - to je kontejner u koji se pakuje submunicija BLU-114/B (Soft-bomb) ili meka bomba.
Sastavni delovi kasetne avio-bombe CBU-94/B ili CBU-102/B mase 670 Ib (oko 304 kg) su:
- - univerzalni taktički kontejner mogu biti SUU-65/B ili SUU-66/B[2] (Tactlcal Munitions Dispenser),
- - 202 komada malih avio-bombi (kasetica sa kalemovima grafilnih niti) BLU-114/B smeštenih u njega pojedinačne mase oko 1 kg.

Projektovana je za dejstva sa visina od 60 m do 6000 m pri brzinama od 460 km/h do 1200 km/h. Koristi se za napad odozgo, odbacivanjem sa aviona, i pokriva površinu u obliku elipse dimenzija približno 150 x 360 m. Male kasete BLU-114/B predviđene su i za izbacivanje i iz planirajućeg kontejnera pod nazivom AGM-154 iz sistema oružjfl JSAW (Joint Standoff Attack Weapon) jeftinog i pouzdanog oružja za dejstva sa distance od 28 do 70 km. Ispitivanje ove bombe i taktičkih postupaka na poligonima završeno je potkraj 90-ih a prvi put primenjena u stvarnim borbenim dejstvima je bilo kod nas 2. maja 1999.godine.

### Osnovni TT podatci kasetne bombe CBU-94 ili CBU-102 (BLU-114)
1. Kalibar (masa) bombe...................................(70 Ib (oko 304 kg).
2. Godina proizvodnje,,.,....................................1994,
3. Vek upotrebe ................................................ do 10.god.
4. Broj malih bombi BLU-114/B u kaseti............202 komada
5. Oznaka male bombe.......................................BLU-114/B
6. Masa male bombe..........................................do 1 kg.
7. Dimenzije BLU-114/B................,.....................60x160mm
8. Broj kalema u BLU-114/B................................21 x 7° 147 komada
9. Masa kalema...................................................2 grama
10. Dužina vlakana u kalemu................................150 m
11. Broj monofilamenata u vlaknu........................oko 30
12. Materijal monofilamenata ............................. grafitno-karbonska nit
13. Prečnik monofilamenta ..................................6.7 nm
14. Materijal provodnog sloja.............................. aluminijum
15. Debljina provodnog sloja............................... 6 - 7 nm
16. Radioaktivnost vlakana...................................na nivou prirodnog fona

## Način delovanja
Kasetna bomba CBU-94 ili CBU-102 je laborisana bomba sa tempirnim upaljačem i sa visinomerom koji na zadatoj visini od tla (visokonaponskih postrojenja) aktivira detonaciono sečivo. Detonacionim sečivom se odbacuju prednji i zadnji deo bombe sa stabilizatorima, dok se telo bombe (kontejner) raseca u tri meridijalne ravni pod uglom od 120°, čime se otvara kontejner i oslobađaju se male bombe-kasete BLU-114/B. Tako oslobođene kasete razleću se u okolni prostor. Svaka mala bomba-kaseta snabdevena je sopstvenim tempirnim upaljačem sa satnim mehanizmom koji nakon izabranog vremena aktiviranja odbravljuje "poklopac" na čelu kasete. Snažna spiralna konusna opruga potiskuje iz kasete kaleme (kojih ima u svakoj kaseti BLU-114/B ima po 147 komada) sa namotanim elektroprovodnim vlaknima.
Usled sila potisne opruge kombinovane sa odgovarajućom masom kalema počinje razmotavanje elektroprovodnih vlakana i formiranje fine mreže iznad visokonaponskih postrojenja ili vodova. U momentu pada vlakana na elemente i vodove pod naponom, nastaju kratki spojevi između elemenata različitih faza ili uzemljenja, što dovodi do žarenja-pregorevanja i isparenja metaliziranog sloja (grafitnog vlakna i aluminijumskog sloja) niti filamenata. Od isparenja se stvara jonizovani kanal (a od velikog broja vlakana, jonizovani oblak) koji je sposoban da provodi struju. U tom trenutku se kroz taj oblak stvara snažan električni udar i varničenje, odnosno vrši se električno pražnjenje praćeno intenzivnim svetlosnim bljeskom. Trajanje električnog pražnjenja uslovljeno je reakcijom trostepenih sigunosnih sistema, koji razdvajaju izvore napajanja (elektranu) od prenosne mreže. U ovom momentu nastaju veliki problemi u samoj elektrani čiji agregati ostaju bez radnog opterećenja a postrojenje (turbine) još uvek raspolažu sa ogromnom energijom koju treba brzo osloboditi.
Pri dejstvu sa ovim kasetnim avio-bombama, uočeno je i sledeće:
manji deo provodnih vlakana, pada na elemente postrojenja pod naponom izazivajući kratke spojeve i automatsko isključenje elektroenergetskog sistema. Veći deo vlakana pada po elementima sistema koji nisu pod naponom, a najveći deo u vidu delimično ili potpuno nerazvijenih ili ne otvorenih kaseta- završava na tlu ispod ili oko postrojenja. Za ponovno uključenje postrojenja u rad, neophodno je potpuno uklanjanje svih vlakana sa "napadnutog" postrojenja. Tu su stručnjaci stekli dragocena iskustva za vrlo brzo i efikasno
uklanjanje vlakana.
Kada nije postignut zahtevani učinak paralisanja elektroenergetskog sistema pomoću "grafitnih" avio-bombi, primenjena je druga faza - fizičko razaranje i uništavanje sistema trafo stanica i prenosnih dalekovoda, upotrebom vođenih avio-bombi razornog i zapaljivog dejstva.

## Taktički municijski dispenzer SUU-65/B
Već je gore iznad pominjano da kasetnu bombicu BLU-114/B nosi jedan od 2 dispenzera SUU-65/B ili SUU-66/B. Ovde će biti objašnjen i način rada dispenzera SUU-65/B.
SUU-65/B je taktički municijski dispenzer koji sadrži ugrađen vremensko-mehanički upaljač sa elektronskom jedinicom, a može da bude i sa senzorom daljinskog dejstva. Razvijen je u SAD. Na zadnjem delu dispenzera postavljena su peraja-stabilizatori pod odrđenim uglom u odnosu na uzdužnu osu tela dispenzera, tako da posle odbacivanja sa aviona dispenzer rotira i tako se razbacuje submunicija. Dispenzer je maslinaste boje sa žutom trakom širine 76 mm na prednjem kraju dispenzera. Na dispenzeru su ispisani identifikacioni broj, upozorenja, serijski broj, proizvođač, kao i sadržaj na određenim mestima i uputstvo za armiranje.
Dispenzer se sastoji iz tri osnovna dela:
- -prednje aerodinamičke kape,
- -tela
- -repnog stabilizatora.

Prednja aerodinamička kapa se sastoji iz tri dela:
- -dvodelne obloge, upaljača i senzora udara ili FZU-39/B blizinskog senzora.
- -Ugrađen je vremensko-mehanički upaljač sa elektronskom jedinicom.
- -Upaljač može biti opremljen sa senzorom blizine, FZU-39/B (koji se zakači na vrh pomoću tri zavrtnja), da omogući blizinsko dejstvo. Izbor se vrši pomoću prekidača za izbor daljine u rasponu od 100–1000 m iznad nivoa tla.

Telo dispenzera čini cilindar sa prednjom i zadnjom pločom. Dvodelna zadnja ploča ima ispuste na koje se spaja stabilizator. Na cilindru postoji i aluminijumsko pojačanje sa dva čelična umetka gde se postavljaju uške za podvešavanje.
Ono je za telo zakačeno zavrtnjevima sa unutrašnje strane. Na telo su prčvršćene žice za armiranje upaljača i izvlačenje stabilizatora.
Stabilizator se sastoji od tela napravljenog od aluminijuma i četiri stabilizatora. Oni se drže u zatvorenom položaju trakom za otpuštanje, a otvaraju se pomoću četiri opruge prilikom izvlačenja žice za osiguranje (posle odbacivanja bombe sa aviona).

## Korišćenje CBU-94 ili CBU-102 u konfliktima
1990-1991: U Iraku i Kuvajtu su SAD i njeni saveznici bacili 61.000 kontejnera avio kasetnih bombi, koji sadrže oko 20 miliona bombica. U ovom ratu nije upotrebljena baš ova bomba, ali je prvi put u istoriji nekog konflikta upotrebljena kasetna avio-bombi sa grafitno-karbonskim vlaknima u operaciji "Pustinjska oluja" ( Desert strom) u napadu na iračka elektroenergetska postrojenja, Napad je izvršen januara 1991,godine po el. centrali "Al Rašid" (Al Rashid) i energetskim postrojenjima u Beji, što je uzrokovalo paralizu gotovo kompletnog elektroenergetskog sistema. Tada su se takozvane meke bombe rasule pomoću krstarećih raketa Tomahawk BGM-109 TLAM D u čiji se bojevi kompleks smešta 4 kontejnera sa 166 komada malih bombi. Tada su Iračani koristili privremeno isključivanje izvora električne struje iz sistema snabdevanja energijom kao mere zaštite u periodu tokom koga je ostala pretnja od upotrebe takvih projektila.
1999: Jugoslaviju (koju su tada činile Srbija sa autonomnom pokrajinom Kosovo i Crna Gora) su NATO snage SAD, Ujedinjenog Kraljevstva i Holandije bacile 1.765 kontejnera sa 295.000 bombica, od kojih se procenjuje da 33 hiljade nije eksplodiralo i da zauzimaju površinu od oko 31 km². U ovom ratu je prvi put upotrebljena kasetna bombica tipa BLU-114/B koju je koristio borbeni avion F-117A najthok, u noći 2. maja 1999. u operaciji „ALLIED FORCE“ protiv Srbije. Kao rezultat napada više od 70% zemlje je ostalo bez osvetljenja, a kasnije je to opet korišćeno i u noći 7. maja 1999. godine.
2003: U Avganistanu su ponovo korišćeni gde su bačene nekoliko CBU-94 gde su tanka vlakna na dalekovodima oštetila transformatore i oštetile elektranu u Kabulu, izazivajući kratke spojeve prilikom pokušaja napajanja naponskim mrežama.

## Spoljašnje veze
- (језик: енглески) BLU-114/B Graphite Filament Submunition на веб-сајту
- (језик: енглески) „CBU-94 "Blackout Bomb" BLU-114/B "Soft-bomb"”. Global Security. Приступљено 1. 9. 2017.